# John Hughes
John Wilden Hughes, Jr. o John Hughes (Lansing, Míchigan, 18 de febrer de 1950-Manhattan, Nova York, 6 d'agost de 2009) va ser un director de cinema, productor i guionista nord-americà.
Va dirigir, va escriure i va produir algunes de les pel·lícules més taquilleres dels anys 1980 i 1990, com: The Breakfast Club (1985), Ferris Bueller's Day Off (1986), la saga de Home Alone 1, 2 i 3 (1990, 1992 i 1997), Curly Sue (1991), Beethoven (1992), 101 Dalmatians (1996), etc. A més, va escriure la popular Pretty in Pink (1986).

## Biografia
Hughes va néixer a Lansing, Michigan. La seva mare es dedicava a la caritat com a voluntària i el seu pare, John Hughes Sr., era venedor. Va passar els primers dotze anys de la seva vida a Grosse Pointe, Michigan. Hughes es descrivia a si mateix com un nen «bastant tranquil». Va morir a Nova York el 6 d'agost de 2009, a causa d'una aturada cardíaca.
Se'l coneix com el rei de les pel·lícules d'adolescents, així com per ajudar a projectar carreres d'alguns actors, com Michael Keaton, Molly Ringwald, Anthony Michael Hall, Bill Paxton, Matthew Broderick, Macaulay Culkin i John Candy. Molts d'aquests actors van formar part de l'elenc denominat Brat Pack.

## Filmografia
| Any  | Títol                                     | Director | Productor | Guionista |
| ---- | ----------------------------------------- | -------- | --------- | --------- |
| 1979 | Delta House (TV xou)                      |          |           | *         |
| 1982 | National Lampoon's Class Reunion          |          |           | *         |
| 1983 | At Ease                                   |          |           | *         |
| 1983 | Mr. Mom                                   |          |           | *         |
| 1983 | National Lampoon's Vacation               |          |           | *         |
| 1983 | Nate and Hayes                            |          |           | *         |
| 1984 | Sixteen Candles                           | *        |           | *         |
| 1985 | The Breakfast Club                        | *        | *         | *         |
| 1985 | European Vacation                         |          |           | *         |
| 1985 | Weird Science                             | *        |           | *         |
| 1986 | Pretty in Pink                            |          | *         | *         |
| 1986 | Ferris Bueller's Day Off                  | *        | *         | *         |
| 1987 | Some Kind of Wonderful                    |          | *         | *         |
| 1987 | Planes, Trains and Automobiles            | *        | *         | *         |
| 1988 | She's Having a Baby                       | *        | *         | *         |
| 1988 | The Great Outdoors                        |          | *         | *         |
| 1989 | Uncle Buck                                | *        | *         | *         |
| 1989 | Christmas Vacation                        |          | *         | *         |
| 1990 | Sol a casa (Home Alone)                   |          | *         | *         |
| 1991 | Career Opportunities                      |          | *         | *         |
| 1991 | Only the Lonely                           |          | *         |           |
| 1991 | Dutch                                     |          |           | *         |
| 1991 | Curly Sue                                 | *        | *         | *         |
| 1992 | Beethoven                                 |          |           | *         |
| 1992 | Home Alone 2: Lost in New York            |          | *         | *         |
| 1993 | Dennis the Menace                         |          | *         | *         |
| 1994 | Baby's Day Out                            |          | *         | *         |
| 1994 | Miracle on 34th Street                    |          | *         | *         |
| 1996 | 101 Dalmatians                            |          | *         | *         |
| 1997 | Flubber                                   |          |           | *         |
| 1997 | Home Alone 3                              |          | *         | *         |
| 1998 | Reach the Rock                            |          | *         | *         |
| 2001 | Dos penjats a Chicago (Just Visiting)     |          |           | *         |
| 2001 | New Port South                            |          | *         |           |
| 2002 | Va passar a Manhattan (Maid in Manhattan) |          |           | *         |
| 2008 | Drillbit Taylor                           |          |           | *         |